# Шпаковський район
Шпа́ковський райо́н (рос. Шпаковский район) — адміністративна одиниця Ставропольського краю Російської Федерації.
Адміністративний центр — місто Михайловськ.

## Адміністративний поділ
До складу району входять одне міське та 11 сільських поселень:
| Поселення              | Адмінцентр          |
| ---------------------- | ------------------- |
| Місто Михайловськ      |                     |
| Верхнєруська сільрада  | село Верхнєруське   |
| Дьоминська сільрада    | хутір Дьоміно       |
| Дубовська сільрада     | село Дубовка        |
| Казинська сільрада     | село Казинка        |
| Надєждинська сільрада  | село Надєжда        |
| Станиця Новомар'євська |                     |
| Пелагіадська сільрада  | село Пелагіада      |
| Сенгілеєвська сільрада | село Сенгілеєвське  |
| Татарська сільрада     | село Татарка        |
| Темнолєська сільрада   | станиця Темнолєська |
| Цимлянська сільрада    | селище Цимлянський  |